# Holder da Silva
Holder Ocante da Silva (Bissau, 12 de janeiro de 1988) é um atleta guineense, especialista em corridas de velocidade. Esteve presente nos Jogos Olímpicos de Pequim 2008, onde foi quinto classificado na sua série eliminatória de 100 metros.
É recordista do seu país nas distâncias de 100 e 200 metros.